# Blus

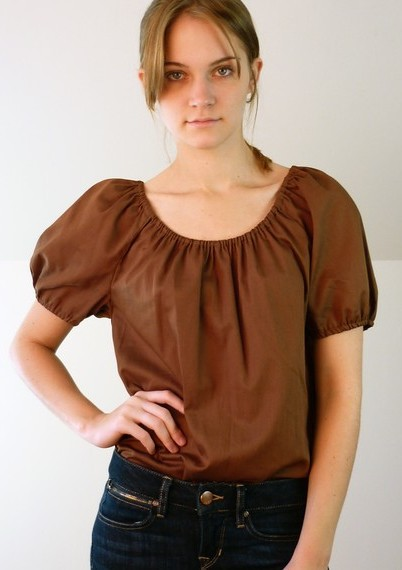
Kvinna iförd blus

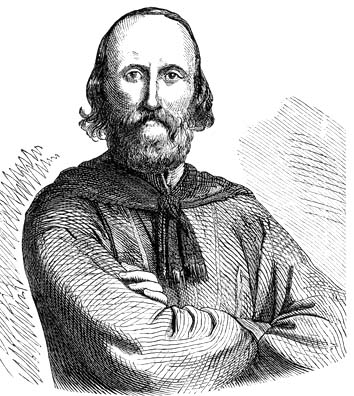
Garibaldi i blus, en viktig introduktör för blusen som modeplagg.

Blus (engelska blouse, franska blouson) är i modernt svenskt språkbruk ett damplagg för överkroppen. 
Ursprungligen syftade ordet blus på en lös, vid skjorta eller bussarong. Blusen var i egentlig mening draperad, medan skjortan var figurformad. Blusen var ursprungligen ett mansplagg, använt av sjömän och av arbetare, om än inte vanligt i Sverige. 
I svenskt språk introducerades ordet första gången i Magasin för konst, nyheter och moder 1822. Redan då hade de två betydelser: ett arbets- eller överdragsplagg, och en klänning som i stil imiterade detta. Blusen blev då också ett populärt barnplagg. Arbetsplagget verkar dock ha haft liten spridning i Sverige och omtalas i första hand som ett franskt plagg.
I samband med Julirevolutionen blev "blusmän" en beteckning för det franska arbetarpartiet. Konstnärer och studenters klädsel influerad av de franska arbetarnas kom nu också att kallas blus.
Ända sedan 1700-talet hade enklare överdragsskjortor för sjömän varit vanliga. De kallades tidigare bussarong, men från 1830-talet blev sjömansblus det vanligaste namnet. För enklare arbetsplagg var ännu på 1920-talet "blåblus" eller "arbetsblus" den vanligaste benämningen.
Sitt genombrott som modeplagg fick dock blusen genom Giuseppe Garibaldi. Garibaldi själv och de män som anslöt sig till honom var vanligen införa röda blusar, och runt 1860 blev "Garibaldiblusen" ett modeplagg bland damer.
Under 1850- och 1860-talet blev chemisetten, som på den tiden betecknade vad som idag kallas blus ett allt populärare damplagg. För de yrkesarbetande kvinnorna introducerades omkring 1890 damblusar, till en början kallade "rysk blus", enkla släta plagg med hög hals. Damblusarna uppfattades ursprungligen främst som praktiska arbetsplagg. Under början av 1900-talet vann de dock efterhand ett allt bredare insteg i damdräkten, och började beteckna ett allt bredare spektrum av klädespersedlar.